# Cvijeta Zuzorić
Cvijeta Zuzorić o Flora Zuzzori, a vegades Fiora Zuzzeri, fou una poeta il·líria de la República de Ragusa nascuda a Ragusa el 1552 i morta a Ancona l'1 de desembre de 1648. Es creu, ja que no es conserven obres seues, que escrigué tant en serbocroat com en italià.

## Trajectòria
Flora nasqué a Ragusa de Dalmàcia, en una família de comerciants bosníacs (ab antiquo de la vila de Samandria - hui Smederevo, Sèrbia - que obté l'any 1430 la ciutadania ragusa), filla de Frano Zuzzori i Marina Radagli. Criada a Itàlia, es casa al 1577 amb un noble florentí, Bartolomeo Pescioni, que havia estat cònsol a Dubrovnik: la parella es trasllada a Itàlia al 1582. Convidava autors i artistes a la seua casa, que esdevingué una coneguda acadèmia literària.
Zuzzori era una dona excepcionalment intel·ligent, de qui es diu que escrigué epigrames i poemes, que malauradament no han sobreviscut. És coneguda només per la seua reputació, ja que l'esmenten en molts poemes Dinko Zlataric, Miho Bona Babulinov, Miho Monaldi, Boccabinco, Simonetti, Marino Bettera, contemporanis seus, així com altres autors de Ragusa.
També l'esmenta en els seus sonets el famós poeta Torquato Tasso, que n'elogia les virtuts, tot i que mai la conegué personalment. El seu gran amic Nicola Vito Gozze i la seua esposa Maria Gundulić-Gondola Gucić en descrigueren la seua bellesa física i espiritual en la seua famosa obra filosòfica sobre l'amor, Tractat sobre els meteors d'Aristòtil.
Flora Zuzzori escrigué sobretot poemes en italià, molts d'ells en l'arborètum de Trstené, prop de la ciutat adriàtica de Dubrovnik.